# Egèria (nimfa)

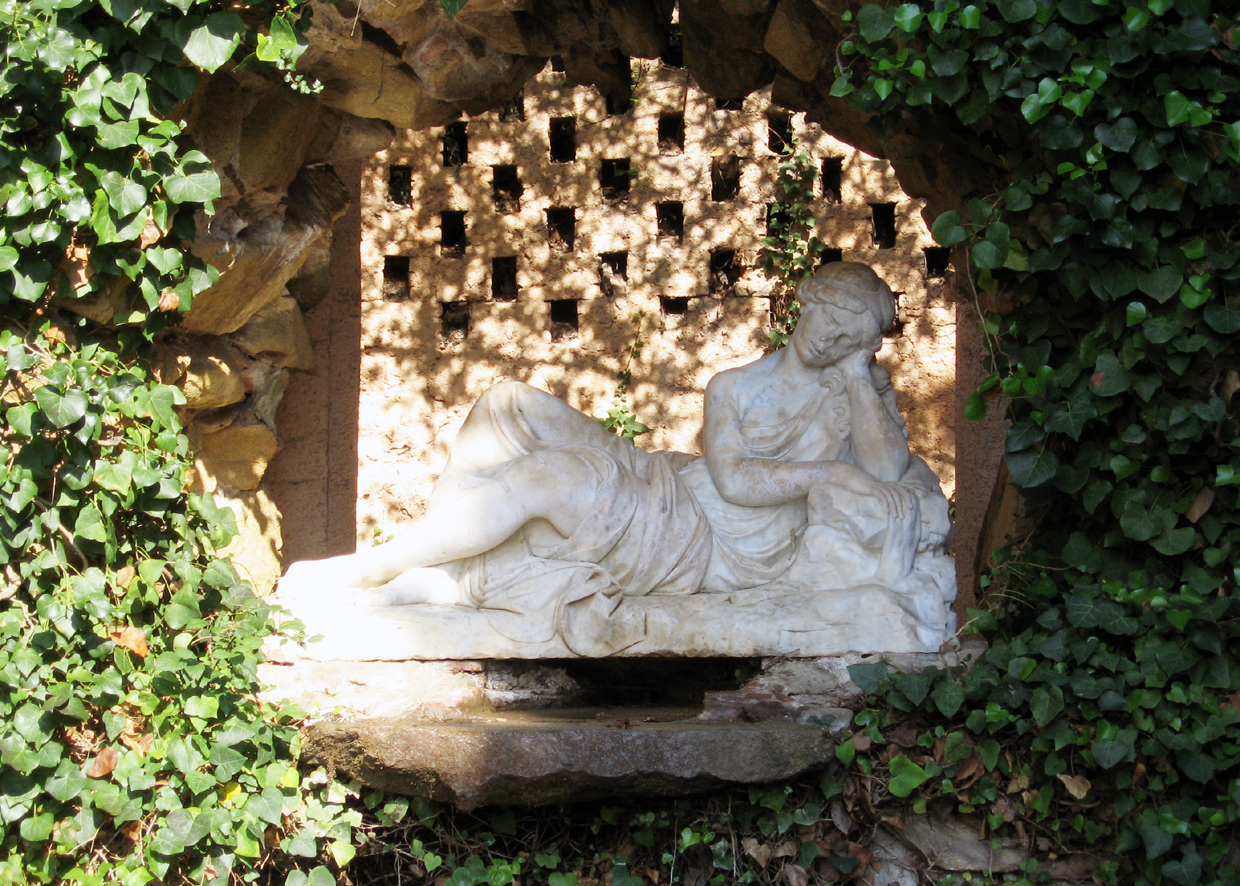
Estàtua de la nimfa Egèria al Parc del Laberint d'Horta

En l'antiga mitologia romana Egèria és una nimfa que originàriament era la deessa de les fonts, lligada al culte de Diana dels boscos. Tenia un temple a la ciutat de Roma prop de la porta Capena i se li rendia culte a altres indrets, sobretot a les fonts i als boscos.
Egèria era considerada la consellera del llegendari segon rei de Roma Numa Pompili. Era, o la seva dona o la seva amiga, i normalment el veia de nit, quan li dictava la seva política religiosa, i li ensenyava pregàries i conjurs eficaços. Quan aquest va morir, eren tantes les llàgrimes que vessava, que els déus la van transformar en una font de la qual sempre brollava aigua. Per això es troben sovint estàtues d'Egèria a fonts o brolladors.